# Estrogen (thuốc)
Estrogen (E) là một loại thuốc được sử dụng phổ biến nhất trong kiểm soát sinh sản nội tiết tố và liệu pháp hormone mãn kinh. Chúng cũng có thể được sử dụng trong điều trị các bệnh ung thư nhạy cảm với hormone như ung thư vú và ung thư tuyến tiền liệt và cho các chỉ định khác. Estrogen được sử dụng một mình hoặc kết hợp với proestogen. Chúng có sẵn trong một loạt các công thức và được sử dụng với nhiều cách đưa vào cơ thể khác nhau. Estrogen là một trong ba loại chất chủ vận hormone giới tính, loại còn lại là androgen / chất đồng hóa như testosterone và proestogen như progesterone.
Tác dụng phụ của estrogen bao gồm đau vú, nở vú, nhức đầu, buồn nôn, giữ nước và phù nề với những người khác. Các tác dụng phụ khác của estrogen bao gồm tăng nguy cơ đông máu, bệnh tim mạch và khi kết hợp với hầu hết các proestogen, ung thư vú. Ở nam giới, estrogen có thể gây ra sự phát triển vú, nữ tính hóa, vô sinh, nồng độ testosterone thấp và rối loạn chức năng tình dục ở những người khác.
Estrogen là chất chủ vận của các thụ thể estrogen, mục tiêu sinh học của estrogen nội sinh như estradiol. Chúng có tác dụng quan trọng trong nhiều mô trong cơ thể, bao gồm cả hệ thống sinh sản nữ (tử cung, âm đạo và buồng trứng), vú, xương, mỡ, gan và não trong số những người khác. Không giống như các loại thuốc khác như proestin và steroid đồng hóa, estrogen không có các hoạt động nội tiết tố khác. Estrogen cũng có tác dụng antigonadotropic và ở liều lượng đủ cao có thể ngăn chặn mạnh mẽ việc sản xuất hormone giới tính. Estrogen làm trung gian tác dụng tránh thai của chúng kết hợp với proestin bằng cách ức chế sự rụng trứng.
Estrogen được giới thiệu lần đầu tiên cho mục đích y tế vào đầu những năm 1930. Chúng bắt đầu được sử dụng trong kiểm soát sinh sản kết hợp với progestin vào những năm 1950. Một loạt các estrogen khác nhau đã được bán trên thị trường để sử dụng lâm sàng ở người hoặc sử dụng trong thú y, mặc dù chỉ một số ít trong số này được sử dụng rộng rãi. Những loại thuốc này có thể được nhóm thành các loại khác nhau dựa trên nguồn gốc và cấu trúc hóa học. Estrogen có sẵn rộng rãi trên toàn thế giới và được sử dụng trong hầu hết các hình thức kiểm soát sinh sản nội tiết tố và trong tất cả các chế độ trị liệu bằng hormone mãn kinh.